# Шульга Володимир Олександрович
Володи́мир Олекса́ндрович Шульга́ (15 серпня 1991,Веселий Поділ (Кременчуцький район), Полтавська область — 12 лютого 2015, Логвинове, Донецька область) — солдат Збройних сил України, молодший сержант 30-ї ОМБр.

## Біографія
Народився Володимир 15 серпня 1991 року в селі Веселий Поділ Семенівського району Полтавської області у багатодітній родині. У 1998 році пішов навчатися до Веселоподільської ЗОШ.
Коли Володимиру виповнилося 13 років, він залишився без мами, а тато зазнав травми й залишився інвалідом. Після цього Володимира, його брата та сестру виховувала бабуся.
У 2004 році Володимир продовжив навчання в Семенівському НВК № 1. У 2008 році закінчив навчання в школі та вступив до Кременчуцького ПТУ № 7 на спеціальність електрозварник на автоматичних та напівавтоматичних машинах.
У 2009 році Володимира призвали на службу до Збройних сил України, по якій він уклав контракт і служив механіком-водієм 30 ОМБ. Після закінчення контракту короткий час перебував удома.
У 2014 році під час окупації Криму стояв на кордоні в Херсонській області. У зоні ведення бойових дій на Сході України з травня 2014 року. Заступник командира батареї з озброєння у 30 ОМБ. Брав участь у боях під Савур-Могилою, Іловайськом, Дебальцевим.
Зник безвісти 12 лютого 2015 року в бою в районі села Логвинове, що лежить на трасі Дебальцеве — Артемівськ. Того дня частини ЗСУ займають штурмом частину Логвинового та розблоковують трасу Бахмут — Дебальцеве, в селі залишилися осередки опору, які придушуються; частини батальйону «Донбас» проводять зачистку селища і прилеглої ділянки траси. Танкісти у 20-хвилинному бою під Логвиновим ліквідували щонайменше 8 російських Т-72 5-ї танкової бригади. У бою в Логвиновому вояки «Донбасу» спільно із ЗСУ ліквідували до 50 одиниць живої сили терористів, полонили 12, знищено ворожий танк, підбито БТР. У міру просування вглиб населеного пункту «Донбас» потрапив у засідку та, розбившись на дві групи, почав відхід — перша група відходила з полоненими, а друга група прикривала БМП, в якому пересувався Володимир Панчук, потрапила в засідку терористів. Вояки зайняли оборону та довго стримували противника, запобігши потраплянню в кільце та нападу на військову колону. Попри перевагу противника в живій силі, група змогла ліквідувати в бою понад 20 терористів.
Загинув у бою з терористами. Тоді також полягли бійці «Донбасу»: Андрій Камінський, Роман Мельничук, Володимир Самойленко, Володимир Панчук, Анатолій Поліщук; 30-ї ОАМБр: Андрій Браух, Микола Сущук, Володимир Шульга; 79-ї бригади: Ігор Марквас та Володимир Суслик.
Ідентифікований за експертизою ДНК серед загиблих.
30 червня 2015 року похований у селі Веселий Поділ.

## Нагороди
За особисту мужність і героїзм, виявлені у захисті державного суверенітету та територіальної цілісності України, вірність військовій присязі під час російсько-української війни
- нагороджений орденом «За мужність» ІІІ ступеня (22.09.2015, посмертно)[5].

## Вшанування пам'яті
- 28 вересня 2015 року на «Стіні пам'яті» Кременчуцького ПТУ № 7 відкрили меморіальну дошку випускникам Антону Кирилову та Володимиру Шульзі[6][7][8].

- 18 листопада 2015 року було урочисто відкрито меморіальну дошку Володимиру Шульзі на території Веселоподільської ЗОШ[9][10].

- 25 лютого 2016 року на території Семенівського НВК № 1 відбулось відкриття меморіальної дошки Героя АТО Шульги Володимира Олександровича[11].

- У селищі Семенівка перейменовано вулицю Комсомольську на честь Володимира Шульги в рамках декомунізації[12].

## Галерея

Меморіальна дошка Володі Шульзі на території Семенівського НВК № 1Меморіальна дошка Володі Шульзі на території Семенівського НВК № 1
Меморіальна дошка Володі Шульзі на території Веселоподільської ЗОШ І—III cт.Меморіальна дошка Володі Шульзі на території Веселоподільської ЗОШ І—III cт.
Стіна пам'яті Кременчуцького ПТУ № 7Стіна пам'яті Кременчуцького ПТУ № 7

## Джерел
1. ↑  Прощалися з Героєм — Семенівські вісті - Регіональний розважальний портал. semenivka.com.ua. Архів оригіналу за 18 травня 2023. Процитовано 18 травня 2023. [Архівовано 2023-05-18 у Wayback Machine.]
2. ↑  Шульга Володимир Олександрович - Книга пам'яті загиблих. memorybook.org.ua. Процитовано 18 травня 2023.
3. ↑  Ідентифікували бійця з Полтавщини, який загинув у лютому в зоні АТО. 0532.ua - Сайт міста Полтави (укр.). Процитовано 18 травня 2023.
4. ↑  У Семенівці ховали солдата, який загинув поблизу Дебальцевого ще взимку (укр.), процитовано 18 травня 2023
5. ↑  Про відзначення державними нагородами України. Офіційний вебпортал парламенту України (укр.). Процитовано 18 травня 2023.
6. ↑  У Кременчуцькому ВПУ №7 встановили меморіальну дошку Антону Кирилову та Володимиру Шульзі. Всі новини Кременчука на сайті Кременчуцький ТелеграфЪ (укр.). Процитовано 18 травня 2023.
7. ↑  На здании Кременчугского ВПУ№7 откроют мемориальные доски двум погибшим бойцам. Всі новини Кременчука на сайті Кременчуцький ТелеграфЪ (укр.). Процитовано 18 травня 2023.
8. ↑  Рішення виконавчого комітету Кременчуцької міської ради Полтавської області від 17.07.2017 № 669 «Про увічнення пам'яті бійців АТО Кирилова А. С., Шульги В. О., Садовничого Є. В., Вашури М. В. та Мовчана Д. В. в м. Кременчуці»
9. ↑  Семенівська районна державна адміністрація | Головна сторінка. web.archive.org. 4 березня 2016. Архів оригіналу за 4 березня 2016. Процитовано 18 травня 2023.
10. ↑  Пам'ять про героїв АТО – у наших серцях — Семенівські вісті - Регіональний розважальний портал. semenivka.com.ua. Процитовано 18 травня 2023.
11. ↑  Семенівська районна державна адміністрація | Головна сторінка. web.archive.org. 4 березня 2016. Архів оригіналу за 4 березня 2016. Процитовано 18 травня 2023.
12. ↑  «Ваше ставлення до перейменувань» — Семенівські вісті - Регіональний розважальний портал. semenivka.com.ua. Архів оригіналу за 18 травня 2023. Процитовано 18 травня 2023. [Архівовано 2023-05-18 у Wayback Machine.]